# Cantonul La Côte Vermeille
Cantonul La Côte Vermeille este un canton din arondismentul Céret, departamentul Pyrénées-Orientales, regiunea Languedoc-Roussillon, Franța.

## Comune
- Banyuls-sur-Mer
- Cerbère
- Collioure
- Port-Vendres (reședință)